# 马勒 (卢瓦尔省)
马勒（法語：Marlhes，法語發音：[maʁl]）是法国卢瓦尔省的一个市镇，位于该省南部，和上卢瓦尔省接壤，属于圣艾蒂安区。

## 地理
马勒（45°16'59"N, 4°23'41"E）面积32.6 平方千米，位于法国奥弗涅-罗讷-阿尔卑斯大区卢瓦尔省，该省份为法国中南部省份，北起顺时针与索恩-卢瓦尔省、罗讷省、伊泽尔省、阿尔代什省、上盧瓦爾省、多姆山省和阿列省接壤。
与马勒接壤的市镇（或旧市镇、城区）包括：里奥托尔、圣罗曼拉沙尔姆、圣维克托马莱斯库尔、容济约、圣热内-马利福、圣雷吉斯迪宽。

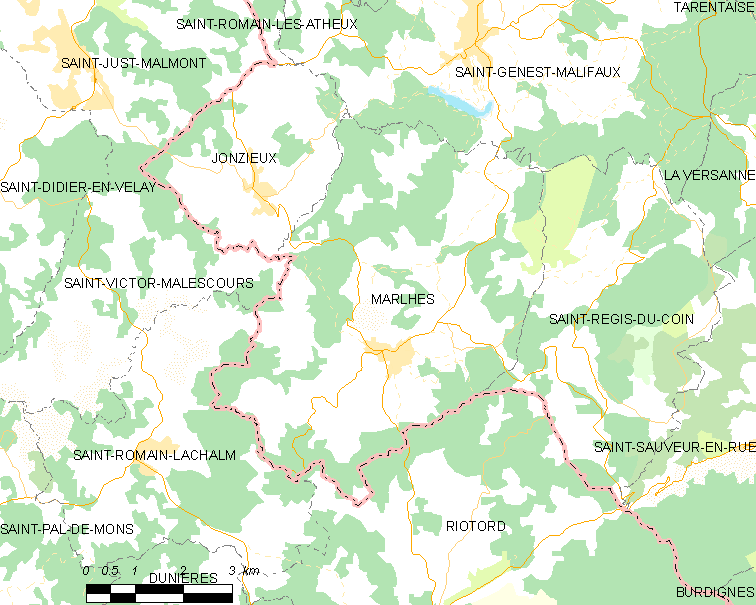
的OSM定位图

马勒的时区为UTC+01:00、UTC+02:00（夏令时）。

## 行政
马勒的邮政编码为42660，INSEE市镇编码为42139。

## 政治
马勒所属的省级选区为勒皮拉县。

## 人口

1962-2008年间人口变化图示

马勒于2022年1月1日时的人口数量为1338人。